# Miðstykki
Miðstykki är ett berg i republiken Island. Det ligger i regionen Austurland, 400 km öster om huvudstaden Reykjavík. Toppen på Miðstykki är 352 meter över havet.
Runt Miðstykki är det mycket glesbefolkat, med 3 invånare per kvadratkilometer. Närmaste större samhälle är Neskaupstaður, nära Miðstykki. Trakten runt Miðstykki består i huvudsak av gräsmarker.